# (6568) Serendip
(6568) Serendip ist ein Asteroid des Hauptgürtels, der am 21. Februar 1993 von den japanischen Astronomen Seiji Ueda und Hiroshi Kaneda an der Sternwarte in Kushiro-shi (IAU-Code 399) im Osten der Insel Hokkaidō entdeckt wurde.
Der Asteroid wurde am 13. Juni 2006 nach Serendip benannt, einer alten persischen Bezeichnung für die Insel Sri Lanka, deren bekanntestes landwirtschaftliches Produkt der Ceylontee ist.